# Philip Tideman

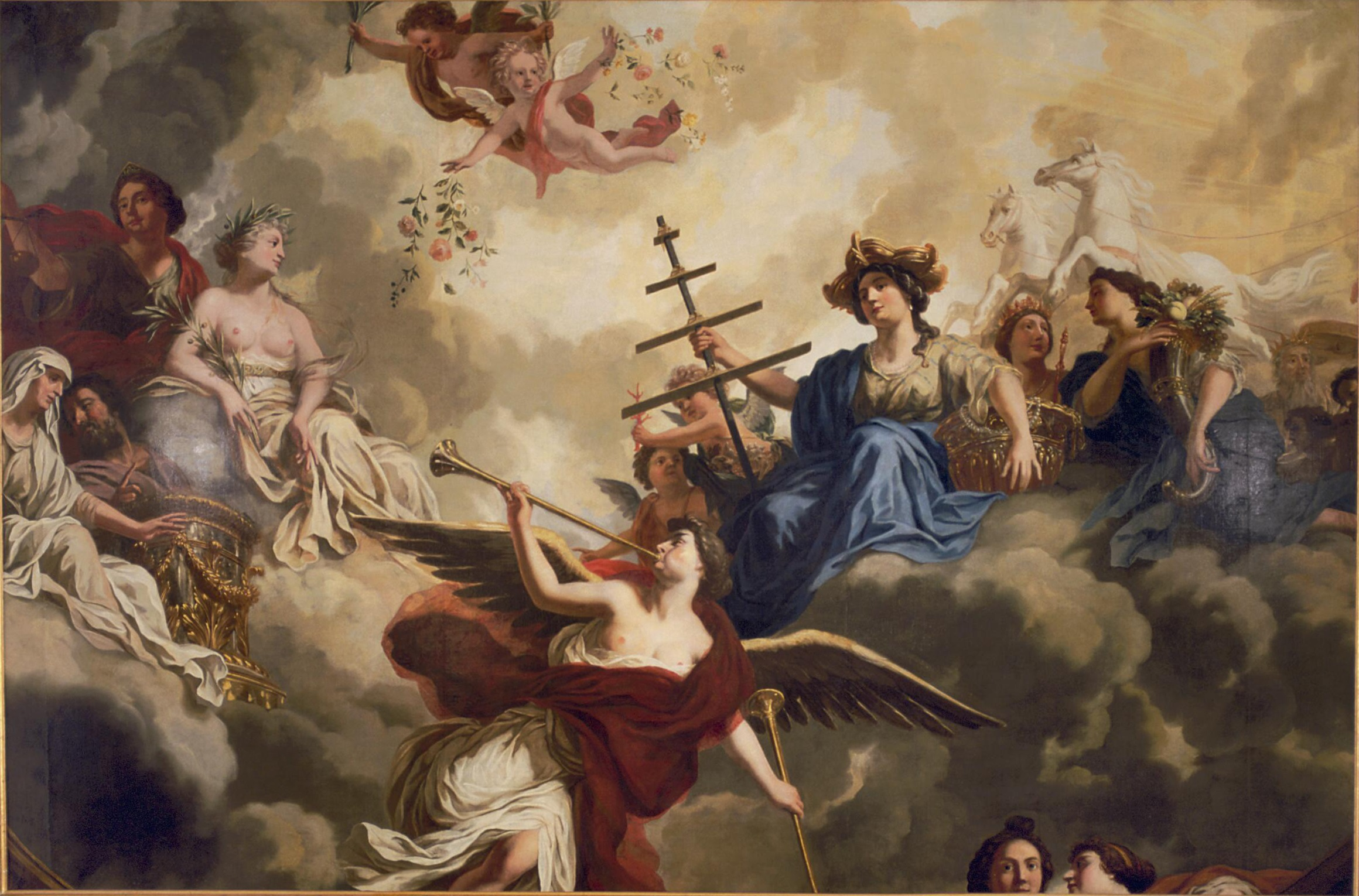
Alegoría de la navegación, 1688. Óleo sobre lienzo, 250 x 380 cm, La Haya, colección privada.

Philip Tideman, Tidemann o Tiedeman (Hamburgo, 1657-Ámsterdam, 1705) fue un dibujante y pintor alemán establecido en los Países Bajos del Norte, especializado en pintura decorativa de interiores.
Nacido en Hamburgo el 22 de septiembre de 1657 en el seno de una familia acomodada que le procuró estudios, según Jean-Baptiste Descamps, con veinticinco años contrajo matrimonio en Ámsterdam con Aeltie Bruys y fue en aquella ciudad donde se formó como pintor con Gérard de Lairesse, aunque según Arnold Houbraken seguido por Descamps podría haber tenido una primera formación en su ciudad natal con un desconocido pintor llamado Raes, que para RKD sería en realidad el también holandés Nicolaes Maes.
Con Lairesse se especializó en la pintura de plafones decorativos con motivos tomados de la historia antigua y de las fábulas mitológicas, componiendo complejas alegorías para los techos de los salones de la burguesía.
También dejó un importante número de dibujos para grabados y diseñó portadas de libros con alegorías, entre los que se pueden recordar los frontispicios de Horti medici Amstelodamensis rariorum plantarum descriptio et icones de Jan Commelijn, 1697, y del Nuevo Testamento para la edición de Mortier, Ámsterdam, 1700, con un ángel presentando a la cristiandad encadenada un pliego en el que, como en la esfera de un reloj, se muestran los martirios de los doce apóstoles en torno al crucificado, dibujos a lápiz, pluma y aguada conservados en el Rijksmuseum de Ámsterdam.